# کیرانی (پرو)
کیرانی (به اسپانیایی: Kirani) یک کوه در پرو است که در پرو واقع شده‌است. کیرانی ۵٬۰۰۰ متر بالاتر از سطح دریا واقع شده‌است.